# One Health
Der One-Health-Ansatz betrachtet die Gesundheit von Mensch, Tier und Umwelt im Zusammenhang. Das Ziel der Forschung und Entwicklung auf diesem Gebiet ist die Vorbeugung von Gesundheitsrisiken.

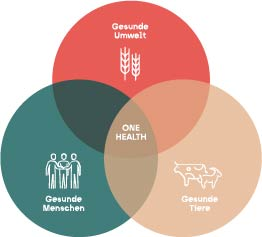
Gesunde Tiere – Gesunde Menschen – Gesunde Umwelt

## Definitionen
- One Health ist ein kollaborativer, multisektoraler und transdisziplinärer Ansatz, der auf lokaler, regionaler, nationaler und globaler Ebene arbeitet, um optimale Ergebnisse in Bezug auf Gesundheit und Wohlbefinden zu erzielen, wobei die Zusammenhänge zwischen Menschen, Tieren, Pflanzen und ihrer gemeinsamen Umwelt berücksichtigt werden.[1]
- Die WHO beschreibt One Health als Ansatz, in dem verschiedene Sektoren zusammenarbeiten, um bessere Ergebnisse in Bezug auf die öffentliche Gesundheit zu erreichen. Bereiche, die hierbei insbesondere in Betracht kämen, seien Nahrungsmittelsicherheit, die Kontrolle von Zoonosen sowie der Kampf gegen die Antibiotikaresistenz.[2]

## Geschichte
Die Erkenntnis, dass sich Umweltfaktoren auf die menschliche Gesundheit auswirken können, lässt sich bis zu dem griechischen Arzt Hippokrates (ca. 460 v. Chr. – ca. 370 v. Chr.) zurückverfolgen, der in seinem Text Über die Lüfte, die Gewässer und die Orte die Auffassung vertrat, dass die öffentliche Gesundheit von einer sauberen Umwelt abhängt. Mitte des 19. Jahrhunderts erkannte der deutsche Arzt Rudolf Virchow die Verbindung zwischen Tier- und Humanmedizin, entwickelte den Begriff Zoonose, um eine Krankheit zu beschreiben, die vom Tier auf den Menschen übertragen werden kann, und setzte sich aktiv für eine tiermedizinische Ausbildung ein. Die Gründung der Veterinary Public Health Division bei den Centers for Disease Control and Prevention (CDC) im Jahr 1947 durch James H. Steele, einen im öffentlichen Gesundheitswesen ausgebildeten Tierarzt, trug zum Verständnis der Ausbreitung von Krankheiten zwischen Tier und Mensch, der Epidemiologie von Zoonosen, bei. Calvin Schwabe, ein weiterer im öffentlichen Gesundheitswesen ausgebildeter Tierarzt, prägte 1964 in einem veterinärmedizinischen Lehrbuch den Begriff One Medicine, der die Ähnlichkeiten zwischen der Tier- und der Humanmedizin widerspiegelt und die Bedeutung der Zusammenarbeit zwischen Tierärzten und Medizinern bei der Lösung globaler Gesundheitsprobleme hervorhebt. Eine Inspiration für Schwabe waren Erfahrungen mit der ganzheitlichen Weltanschauung des afrikanischen Volks der Dinka, die er kontrastierte mit reduktionistischen, rational-empirischen Ansätzen des modernen wissenschaftlichen Denkens. 2004 veranstaltete die Wildlife Conservation Society an der Rockefeller University in New York eine Konferenz mit dem Titel One World, One Health (Eine Welt, eine Gesundheit), aus der die zwölf Manhattan-Prinzipien hervorgingen. Diese Prinzipien betonen die Verbindungen zwischen Mensch, Tier und Umwelt, die Bedeutung dieser Verbindungen für das Verständnis der Krankheitsdynamik und die Wichtigkeit interdisziplinärer Ansätze für Prävention, Bildung, Investitionen und Politikentwicklung.
Aufgrund der weltweiten Ängste im Zusammenhang mit den H5N1-Grippeausbrüchen Anfang/Mitte der 2000er Jahre richtete die American Veterinary Medical Association 2006 eine One Health Initiative Taskforce ein, die American Medical Association verabschiedete 2007 eine One Health-Resolution zur Förderung der Zusammenarbeit zwischen veterinär- und humanmedizinischen Organisationen, und 2007 wurde ein One-Health-Ansatz für Reaktionen auf globale Krankheitsausbrüche empfohlen. Aufbauend auf diesen Initiativen schlossen sich die Ernährungs- und Landwirtschaftsorganisation (FAO), die Weltorganisation für Tiergesundheit (OIE) und die Weltgesundheitsorganisation (WHO) mit dem Kinderhilfswerk der Vereinten Nationen (UNICEF), der Influenza-Koordination der Vereinten Nationen und der Weltbank zusammen, um 2008 ein Rahmenwerk mit dem Titel Contributing to One World, One Health-A Strategic Framework for Reducing Risks of Infectious Diseases at the Animal-Human-Ecosystems Interface (Beitrag zu One World, One Health – Ein strategischer Rahmen zur Verringerung der Risiken von Infektionskrankheiten an der Schnittstelle zwischen Tier, Mensch und Ökosystem) zu entwickeln, in dem die Empfehlungen für einen One-Health-Ansatz für die globale Gesundheit bekräftigt werden. Dieses Rahmenwerk wurde erweitert, und die genannten Organisationen gingen auf dem Stone Mountain Meeting, das im Mai 2010 in Georgia stattfand, dazu über, umsetzbare Strategien zum Thema One Health zu entwickeln. Im Jahr 2016 haben die One Health Commission, die One Health Platform und das One Health Initiative Team den 3. November zum internationalen One Health Day erklärt.
In Deutschland wurde One Health als handlungsleitendes Prinzip in der Globalen Gesundheitspolitik erstmals im Oktober 2018 im Staatssekretärsbeschluss zu Globaler Gesundheit erwähnt und seitdem in den jeweiligen Strategien fest verankert. Im Zuge der COVID-19-Pandemie wurden in Deutschland dann vom BMZ auch eine One Health Strategie sowie ein entsprechendes Referat eingerichtet.
2022 wurde ein Konsortium aus WHO, Weltorganisation für Tiergesundheit (WOHA, früher OIE), UNEP und FAO zum wichtigsten globalen Akteur für die Konzeption von One Health. Diese entstand durch die Hinzufügung des Umweltprogramms der Vereinten Nationen (UNEP) zur bestehenden dreiseitigen Vereinbarung zu One health aus WHO, FAO und WOHA.